# Poděšín
Poděšín ist eine Gemeinde im Okres Žďár nad Sázavou in der Region Vysočina in Tschechien.

## Geschichte
Der Name des Dorfes wurde mehrmals geändert.
- 1233 Pustsin
- 1318 Pozdyesin
- 1356 Podyschin
- 1547 Pozdiessin
- 1597 Podiessyn
- 1654 Podissin
- 1675 Podiessin
- 1713 Podieschin
- 1787 Podiessin
- 1854 Poděšín

## Bilder

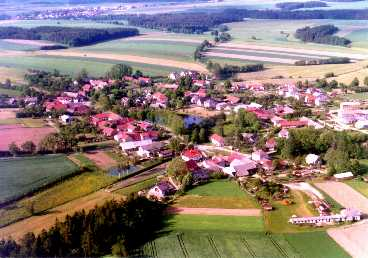
Luftaufnahme

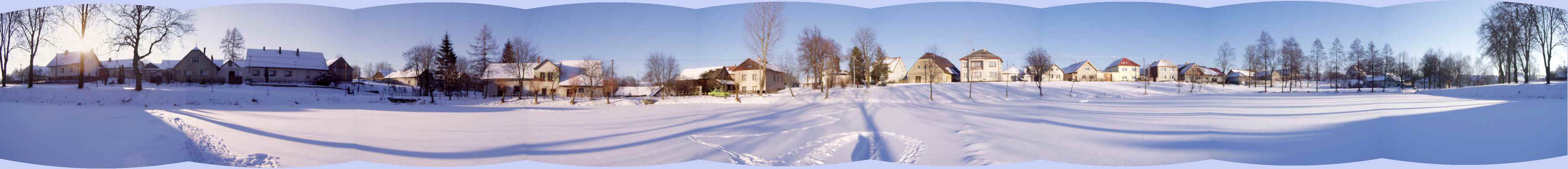
Im Winter